# Moguai/Diskografie
Diese Diskografie ist eine Übersicht über die musikalischen Werke des deutschen DJs und Produzenten Moguai. Seine erfolgreichsten Veröffentlichungen sind die Singles The Final und Mammoth bzw. dessen Vocal-Version Body Talk mit einigen Auszeichnungen und hohen Chartplatzierungen. Weitere Erfolge feierte er als Songwriter und Produzent für u. a. Girls Aloud und Tiësto.

## Alben

### Studioalben
| Jahr | Titel Musiklabel      | Anmerkungen                           |
| ---- | --------------------- | ------------------------------------- |
| 2008 | I am X Kontor Records | Erstveröffentlichung: 2. Mai 2008     |
| 2010 | We Ar Lyve Mau5trap   | Erstveröffentlichung: 10. Mai 2010    |
| 2012 | Mpire Mau5trap        | Erstveröffentlichung: 30. Januar 2012 |

### Kompilationen
| Jahr | Titel Musiklabel                             | Anmerkungen                            |
| ---- | -------------------------------------------- | -------------------------------------- |
| 1996 | The Club Tribune SPV                         | Erstveröffentlichung: 1996             |
| 1999 | Cosmonauts by Moguai BMG                     | Erstveröffentlichung: 1999             |
| 1999 | Dorian Grey Techno-Club Sony Music           | Erstveröffentlichung: 15. Oktober 1999 |
| 2002 | Headliners Ministry of Sound                 | Erstveröffentlichung: 2. Dezember 2002 |
| 2002 | Live at the Kink Australia Ministry of Sound | Erstveröffentlichung: 2002             |
| 2005 | Worldleague Vol. I Silly spider              | Erstveröffentlichung: 28. Oktober 2005 |
| 2007 | Sea of Love Vol. I Big City Beats            | Erstveröffentlichung: 4. Juli 2007     |
| 2008 | I Am X PUNX/Kontor Records                   | Erstveröffentlichung: 2. Mai 2008      |
| 2009 | Punx Up the Volume Ministry of Sound         | Erstveröffentlichung: 30. Oktober 2009 |
| 2011 | Lyve from Beta Denver Mau5trap               | Erstveröffentlichung: 10. März 2011    |

## Singles
| Jahr | Titel Album                                    | Höchstplatzierung, Gesamtwochen, AuszeichnungChartplatzierungen (Jahr, Titel, Album, Platzierungen, Wochen, Auszeichnungen, Anmerkungen) | Höchstplatzierung, Gesamtwochen, AuszeichnungChartplatzierungen (Jahr, Titel, Album, Platzierungen, Wochen, Auszeichnungen, Anmerkungen) | Höchstplatzierung, Gesamtwochen, AuszeichnungChartplatzierungen (Jahr, Titel, Album, Platzierungen, Wochen, Auszeichnungen, Anmerkungen) | Höchstplatzierung, Gesamtwochen, AuszeichnungChartplatzierungen (Jahr, Titel, Album, Platzierungen, Wochen, Auszeichnungen, Anmerkungen) | Anmerkungen                                                                              |
| Jahr | Titel Album                                    | DE | AT | CH | BEF | Anmerkungen                                                                              |
| ---- | ---------------------------------------------- | --- | --- | --- | --- | ---------------------------------------------------------------------------------------- |
| 1998 | The Final The Final – EP                       | DE7 (13 Wo.)DE | AT10 (12 Wo.)AT | CH16 (11 Wo.)CH | — | Erstveröffentlichung: 16. März 1998 mit Phil Fuldner                                     |
| 1998 | Beatbox Beatbox – EP                           | DE45 (9 Wo.)DE | — | — | — | Erstveröffentlichung: 19. Juli 1998 als Dial-M for Moguai                                |
| 1998 | S-Express –                                    | DE73 (1 Wo.)DE | — | — | — | Erstveröffentlichung: 23. November 1998 mit Phil Fuldner                                 |
| 2001 | Miami Pop –                                    | DE41 (7 Wo.)DE | — | CH83 (6 Wo.)CH | — | Erstveröffentlichung: 6. August 2001 mit Phil Fuldner                                    |
| 2002 | U Know Y –                                     | DE35 (9 Wo.)DE | — | — | — | Erstveröffentlichung: 10. Juni 2002                                                      |
| 2002 | Get:On –                                       | DE76 (3 Wo.)DE | — | — | — | Erstveröffentlichung: 14. Juli 2002                                                      |
| 2004 | Sasha (Sex Secret) Es wird Morgen              | DE96 (2 Wo.)DE | — | — | — | Erstveröffentlichung: 30. August 2004 2raumwohnung feat. Moguai                          |
| 2014 | Body Talk (Mammoth) Bringing the World Madness | DE90 (3 Wo.)DE | — | — | BEF2 Gold · (13 Wo.)BEF | Erstveröffentlichung: 4. August 2014 mit Dimitri Vegas & Like Mike feat. Julian Perretta |

Weitere Singles
| Jahr | Titel Musiklabel                                | Anmerkungen                                                            |
| ---- | ----------------------------------------------- | ---------------------------------------------------------------------- |
| 1994 | Best Before End Important Records               | Erstveröffentlichung: 1994                                             |
| 1995 | Torque Flight Important Records                 | Erstveröffentlichung: 1995 als Magoo Project                           |
| 1997 | Suicide Commando Fuel/Eastwest                  | Erstveröffentlichung: als Echopark pres. No More                       |
| 1998 | Bang the Drum Superfly/Kosmo                    | Erstveröffentlichung: 1998 als Dial M for Moguai                       |
| 1999 | King of Rock Kosmo                              | Erstveröffentlichung: 8. Juni 1999 als Dial M for Moguai               |
| 1999 | Into Another Tetsuo                             | Erstveröffentlichung: 8. November 1999 calls Talla 2XLC                |
| 2000 | Go High/Are You Different Punx/Kosmo            | Erstveröffentlichung: 13. April 2000 als Dial M for Moguai             |
| 2001 | Supernatural Fuel/Eastwest                      | Erstveröffentlichung: 30. Juli 2001 Nature One Inc.                    |
| 2001 | The Rock PUNX/Eastwest                          | Erstveröffentlichung: 2001 pres. Punx                                  |
| 2003 | Gipsy Polo/Silly Spider                         | Erstveröffentlichung: Juli 2003 als Gipsy                              |
| 2003 | Freaks PUNX/Superstar/Ministry of Sound         | Erstveröffentlichung: 29. März 2004                                    |
| 2004 | Old N New / Go Ahead PUNX/Superstar Records     | Erstveröffentlichung: 6. Oktober 2004                                  |
| 2005 | Tonight PUNX Records                            | Erstveröffentlichung: 5. Dezember 2005                                 |
| 2006 | I Want, I Need, I Love PUNX/ID & T/Kontor       | Erstveröffentlichung: 3. Juni 2006 for Sensation White                 |
| 2006 | Something Kinda Ooooh Universal                 | Erstveröffentlichung: 23. Oktober 2006 mit Girls Aloud                 |
| 2007 | Robot Soul Superstar Records                    | Erstveröffentlichung: 27. Februar 2007                                 |
| 2007 | Ataque PUNX Records                             | Erstveröffentlichung: 4. Juni 2007                                     |
| 2007 | Freaks 2007 Superstar Records                   | Erstveröffentlichung: 12. Juli 2007 mit Tocadisco                      |
| 2007 | Fling Universal                                 | Erstveröffentlichung: 20. November 2007 mit Girls Aloud                |
| 2007 | The Beat Goes On Hope Records                   | Erstveröffentlichung: 2007 als Guiamo                                  |
| 2008 | Kick Out The Jam PUNX/IO Music/Kontor Records   | Erstveröffentlichung: 17. März 2008                                    |
| 2008 | Sittin On Chrome Refune/Kontor Records          | Erstveröffentlichung: 20. Juni 2008 vs. Sebastian Ingrosso             |
| 2008 | Diamond Back/Ray BluFin                         | Erstveröffentlichung: 22. September 2008 mit Zenker                    |
| 2008 | Wild Thing Delicious Vinyl                      | Erstveröffentlichung: 4. Dezember 2008 vs. Tone Loc                    |
| 2009 | ZYVOX Mau5trap                                  | Erstveröffentlichung: 13. September 2009                               |
| 2009 | The Trip Toca 45                                | Erstveröffentlichung: 16. Dezember 2009                                |
| 2009 | Lyve/Impereal Mau5trap                          | Erstveröffentlichung: 7. Dezember 2009                                 |
| 2009 | I.D.Y. (I Dance You) PUNX Records               | Erstveröffentlichung: 10. Juli 2009                                    |
| 2010 | Nyce/Blau Mau5trap                              | Erstveröffentlichung: 15. März 2010                                    |
| 2010 | Oyster Mau5trap                                 | Erstveröffentlichung: 22. August 2010                                  |
| 2010 | 8001/Stay Planetary EP Mau5trap                 | Erstveröffentlichung: 1. November 2010                                 |
| 2010 | We Want Your Soul Size Records                  | Erstveröffentlichung: 20. Dezember 2010                                |
| 2011 | Get Fresh Skint Records                         | Erstveröffentlichung: 20. Januar 2011                                  |
| 2011 | Optinuum Mau5trap                               | Erstveröffentlichung: 21. Januar 2011                                  |
| 2011 | Original Hardcore Skint Records                 | Erstveröffentlichung: 14. Februar 2011 mit WestBam                     |
| 2011 | Beat Of The Drum Mau5trap                       | Erstveröffentlichung: 14. April 2011 feat. SOFI                        |
| 2011 | Ya Mama (Push The Tempo) Skint Records          | Erstveröffentlichung: 23. Oktober 1011 vs. Fatboy Slim                 |
| 2011 | Oxygen Mau5trap                                 | Erstveröffentlichung: 7. November 2011 feat. Fiora                     |
| 2012 | Mpire Mau5trap                                  | Erstveröffentlichung: 13. Februar 2012                                 |
| 2012 | Lyme (Moguai’s Crushed Lyme Mix) Mau5trap       | Erstveröffentlichung: 29. April 2012                                   |
| 2012 | In n’Out (Tommy Trash Club Mix) Mau5trap        | Erstveröffentlichung: 27. Mai 2012 mit Tommy Trash                     |
| 2012 | Brunette SIZE Records                           | Erstveröffentlichung: 3. September 2012 vs. AN21 & Max Vangeli         |
| 2013 | Champs SIZE Records                             | Erstveröffentlichung: 4. April 2013                                    |
| 2013 | Mammoth Spinnin’/Kontor Records                 | Erstveröffentlichung: 27. Juni 2013 mit Dimitri Vegas & Like Mike      |
| 2013 | PunkOmat Punx Records                           | Erstveröffentlichung:7. Juli 2013                                      |
| 2013 | When I Rock Punx Records                        | Erstveröffentlichung: 19. August 2013                                  |
| 2013 | Can’t Stop Spinnin’ Records                     | Erstveröffentlichung: 27. Dezember 2013 feat. Niles Mason              |
| 2014 | ACIIID Spinnin’ Records                         | Erstveröffentlichung: 25. Mai 2013                                     |
| 2014 | Gangsta Ultra Records                           | Erstveröffentlichung: 6. Oktober 2014 mit Benny Benassi                |
| 2014 | K I X S Spinnin’ Records                        | Erstveröffentlichung: 15. Dezember 2014                                |
| 2015 | Hold On 541/Spinnin’ Records                    | Erstveröffentlichung: 21. September 2015 feat. Cheat Codes             |
| 2016 | You’ll See Me Tonspiel                          | Erstveröffentlichung: 29. April 2016 mit Tom Cane                      |
| 2016 | Pray For Rain Tonspiel                          | Erstveröffentlichung: 16. September 2016                               |
| 2017 | Tinhauser Spinnin’ Deep                         | Erstveröffentlichung: 27. März 2017                                    |
| 2017 | Lessons (Parookaville 2017 Anthem) Universal DE | Erstveröffentlichung: 14. Juli 2017 mit Younotus feat. Nico Santos     |
| 2017 | Satisfied Enormous Tunes                        | Erstveröffentlichung: 18. August 2017 mit AKA AKA                      |
| 2017 | Say A Little Prayer Spinnin’ Deep               | Erstveröffentlichung: 18. August 2017 mit Polina                       |
| 2018 | Lee Heldeep                                     | Erstveröffentlichung: 29. Januar 2018 mit Zonderling                   |
| 2018 | Home Axtone Records                             | Erstveröffentlichung: 13. April 2018 mit AKA AKA                       |
| 2018 | Sometimes Spinnin’ Deep                         | Erstveröffentlichung: 6. Juli 2018 mit Raumakustik                     |
| 2018 | I Like It Heldeep Records                       | Erstveröffentlichung: 23. Juli 2018 mit Macon                          |
| 2020 | DT64 Heldeep Records                            | Erstveröffentlichung: 7. Februar 2020 mit Kai Tracid                   |
| 2021 | Laser Beams Spinnin' Records                    | Erstveröffentlichung: 18. Januar 2021 mit Moya & Future Kings          |
| 2021 | A Little Bit of Faith Punx Records              | Erstveröffentlichung: 5. Februar 2021 mit Graham Candy & MY PARADE     |
| 2021 | Call On Me Universal Music                      | Erstveröffentlichung: 26. März 2021 mit Junge Junge & Nathan Nicholson |
| 2021 | Nitro CONTROVERSIA                              | Erstveröffentlichung: 16. April 2021 mit Selva & Bright Sparks         |
| 2021 | Next to You Punx Records                        | Erstveröffentlichung: 7. Mai 2021 mit Selva & Bright Sparks            |

## Remixe
| - 1999: Cosmic Baby – Sketching in the Spring - 1999: Yves Deruyter – To the Rhythm - 1999: United DJs for Central America – Too Much Rain - 1999: DJ Sandy vs. Housetrap – Overdrive - 2000: Inaya Day – Feel It - 2000: Luzon – The Baguio Track - 2000: Oliver Lieb – Light Speed - 2001: Orinoko – Island - 2001: Santos – I’m Not Homesick - 2001: Lost Witness – 7Colours - 2002: Fischerspooner – Emerge - 2002: 2raumwohnung – Ich und Elaine - 2002: Xpress 2 vs. David Byrn – Lazy - 2003: Planet Funk – Who Said (Stuck in the UK) - 2005: Schiller & Thomas D – Die Nacht - 2005: Roman Flügel – Geht’s noch - 2006: Nur NRG – Casino - 2006: Rosenstolz – Nichts von alledem (tut mir leid) - 2006: Flat Pack – Sweet Child of Mind - 2008: Alexander Marcus – 1, 2, 3… - 2008: Meat Katie – Cracks - 2008: Kohlbecker & Eilmes – Tabasco - 2009: Röyksopp – This Must Be It - 2009: UAF Anthem – Hell Yeah - 2009: Agnes – Release Me - 2009: Ryskee – Leave Me Amor | - 2009: Float My Boat – Lazy Jay - 2009: Fischerspooner – Supply and Demand - 2009: Funkerman – Slide - 2009: Big World feat. Markus Binapfl – Quadrillion - 2009: Dada Life – Let’s Get Bleeped Tonight - 2009: Moby – One Time We Lived - 2010: Michael Woods – Dynamic - 2010: Moonbeam – Song for a Girl - 2010: The Green Children – Black Magic - 2011: Xpress 2 – Get on You - 2011: Felix Da Housecat – Zaman - 2011: Afrojack – Bangduck - 2011: Underworld – Diamond Jigsaw - 2011: Britney Spears – I Wanna Go - 2011: Rye Rye & Robyn – Never Will Be Mine - 2011: Beyoncé Knowles – Best Thing I’ve Never Had - 2012: The Crystal Method feat. Martha Reeves & The Funk Bros. – I’m Not Leaving - 2012: Wally Lopez feat. Kreesha Turner – Keep Running Melody - 2012: Kelly Clarkson – Dark Side - 2012: Steve Aoki feat. Angger Dimas – Steve Jobs - 2012: Moby – Extreme Ways (Bourne’s Legacy) - 2015: DVBBS – White Clouds - 2015: Robin Schulz & Judge – Show Me Love - 2015: Sam Feldt & The Him feat. The Donnies The Amys – Drive You Home - 2016: Feder feat. Emmi – Blind - 2016: One Day Hero feat. Lions Head – One Day Hero |

## Sample-Packs
| Jahr | Titel Musiklabel                        | Anmerkungen                                  |
| ---- | --------------------------------------- | -------------------------------------------- |
| 2009 | The Sample Boutique Loopmasters         | Erstveröffentlichung: 2009 pres. Loopmasters |
| 2011 | Lyve Elements Mau5trap/Sample to Sample | Erstveröffentlichung: 29. Juni 2011          |
| 2014 | Punx Sample Tools PUNX Records          | Erstveröffentlichung: 21. Oktober 2014       |

## Statistik

### Chartauswertung
|                       | DE    | AT    | CH    | BEF     |
| --------------------- | ----- | ----- | ----- | ------- |
| Nummer-eins-Singles   | DE—DE | AT—AT | CH—CH | BEF—BEF |
| Top-10-Singles        | DE1DE | AT1AT | CH—CH | BEF1BEF |
| Singles in den Charts | DE9DE | AT2AT | CH3CH | BEF2BEF |

### Auszeichnungen für Musikverkäufe
| Goldene Schallplatte - Niederlande - 2013: für die Single Mammoth |

Anmerkung: Auszeichnungen in Ländern aus den Charttabellen bzw. Chartboxen sind in ebendiesen zu finden.
| Land/RegionAuszeichnungen für Musikverkäufe (Land/Region, Auszeichnungen, Verkäufe, Quellen) | Gold     | Platin | Verkäufe | Quellen     |
| -------------------------------------------------------------------------------------------- | -------- | ------ | -------- | ----------- |
| Belgien (BRMA)                                                                               | Gold1    | —      | 15.000   | ultratop.be |
| Niederlande (NVPI)                                                                           | Gold1    | —      | 10.000   | nvpi.nl     |
| Insgesamt                                                                                    | 2× Gold2 | —      |          |             |